# جورج نيوبر
جورج نيوبر (مواليد 11 ديسمبر 1925) هو مبارز بالسيف ألماني، مثّل بلاده في الألعاب الأولمبية الصيفية 1960.

## روابط رياضية
جورج نيوبر على موقع أوليمبيديا (الإنجليزية)